# ثاقب سلیم
ثاقب سلیم (به انگلیسی: Saqib Saleem) (زاده ۸ آوریل ۱۹۸۸) بازیگر و مدل هندی است.
از فیلم‌هایی که وی در آن نقش داشته است می‌توان به مسابقه ۳، ۸۳، با من دوست میشی، کاکودا و نوشیدنی اشاره کرد.